# Cheumatopsyche charites
Cheumatopsyche charites är en nattsländeart som beskrevs av Malicky och Chantaramongkol in Malicky 1997. Cheumatopsyche charites ingår i släktet Cheumatopsyche och familjen ryssjenattsländor. Inga underarter finns listade i Catalogue of Life.